# Nida Eliz Üstündağ
Nida Eliz Üstündağ (Çanakkale, 21 de outubro de 1996) é uma nadadora turca que competiu na prova de 200 metros borboleta feminina da natação nos Jogos Olímpicos de Verão de 2016 no Rio de Janeiro, Brasil.